# The Expedition
The Expedition är det amerikanska symfonisk metal / power metal-bandet Kamelots första livealbum, inspelat under bandets konserter i Tyskland och Grekland under deras New Allegiance Tour 2000 och utgivet 10 oktober 2000 av skivbolaget Noise Records. Albumet innehåller även tre studioinspelade låtar.
Bandet gästades under denna turné av tyske keyboardisten Günter Werno, som till vardags spelar i det tyska bandet Vanden Plas.

## Låtlista
1. "Until Kingdom Come" – 5:22
2. "Expedition" – 5:41
3. "The Shadow of Uther" – 4:13
4. "Millennium" – 6:27
5. "A Sailorman's Hymn" – 4:52
6. "The Fourth Legacy" – 5:49
7. "Call of the Sea" – 8:21
8. "Desert Reign/Nights of Arabia" – 7:41
9. "We Three Kings" (instrumental) – 4:44 (inspelad i Morrisound Studios, Tampa, Florida 1998)
10. "One Day" – 4:10 (inspelad i Morrisound Studios, Tampa, Florida 1998)
11. "We Are Not Separate" – 3:36 (inspelad i Pathway Studios, Wolfsburg, Tyskland 2000)

## Medverkande
Kamelot-medlemmar
- Thomas Youngblood – gitarr
- Roy Khan – sång
- Casey Grillo – trummor
- Glenn Barry – basgitarr

Bidragande musiker
- Günter Werno – keyboard (spår 1–8)
- Howard Helm – keyboard (spår 9, 10)
- Miro (Michael Rodenberg) – keyboard (spår 11)

Produktion
- Sascha Paeth – inspelning, mixning, mastering
- Howard Helm – ljudtekniker (spår 9, 10)
- Ralf Schindler, Thomas Kuschewski, Bonni "Q-ryched!" Bilski – assisterande ljudtekniker
- Claudia Ehrhardt, Edwin van Hoof, Axel Jusseit – foto